# 库维利亚斯德塞拉托
库维利亚斯德塞拉托，是西班牙卡斯蒂利亚-莱昂帕伦西亚省的一个市镇。 总面积21平方公里，总人口78人（2001年），人口密度4人/平方公里。